# Оптимальна автоматична система
Оптима́льна автоматична систе́ма — система автоматичного керування, що здійснює найкраще керування за яким-небудь показником якості при заданих обмеженнях.  
Для того, щоб серед можливих варіантів системи знайти якнайкращий, необхідний деякий критерій, що характеризує ефективність досягнення мети керування. Цей критерій повинен бути виражений у вигляді строгого математичного показника — критерію оптимальності, який би однозначно характеризував будь-який з можливих варіантів реалізації системи. Кожному варіанту виконання системи в цьому випадку може бути поставлено у відповідність деяке число. Якнайкращим варіантом системи при цьому слід вважати той, який дає залежно від конкретного завдання і прийнятого критерію оптимальності мінімальне або максимальне значення критерію.
Таким чином, мету керування можна розглядати як досягнення екстремуму критерію оптимальності.
Задачі синтезу оптимальних автоматичних систем вирішують за допомогою методів варіаційного числення, динамічного програмування, принципу максимуму Понтрягіна. 
Найбільш розповсюджені САК оптимальні  за швидкістю перехідних процесів.